# Ортлиб, Нина
Ни́на О́ртлиб (нем. Nina Ortlieb; род. 2 апреля 1996, Австрия) — австрийская горнолыжница, серебряный призёр чемпионата мира 2023 года, победитель этапа Кубка мира.
Дочь олимпийского чемпиона 1992 года и чемпиона мира 1996 года в скоростном спуске Патрика Ортлиба.

## Биография и спортивная карьера
Нина Ортлиб с 2009 по 2011 годы выиграла в общей сложности четыре титула чемпиона Австрии среди учащихся. В декабре 2011 года она провела свои первые старты под эгидой FIS, а 16 января 2013 года впервые приняла участие в скоростному спуске на этапе Кубка Европы в Санкт-Антоне, где, заняв седьмое место, сразу же вошла в десятку лучших. В конце февраля 2013 года Ортлиб была включена в состав сборной Австрии на чемпионат мира среди юниоров в Квебеке. Там она заняла двенадцатое место в скоростном спуске. Завершив сезон, в апреле 2013 года, она стала чемпионкой Австрии среди молодежи в скоростном спуске.
В сезоне 2013-14 она была включена в состав сборной Австрии и постоянно принимала участие на этапах Кубка Европы. 18 декабря 2013 года она заняла первые два подиума в этом турнире. 12 января 2014 года она дебютировала на этапе Кубка мира в суперкомбинации в Цаухензее, но не добралась до финиша на трассе Супергиганта. 6 февраля 2014 года на тренировке она получила травму - разрыв крестообразной связки, из-за чего была вынуждена досрочно завершить сезон.
На чемпионате мира среди юниоров 2016 года в Сочи она завоевала титул в супергиганте. Как чемпионка мира среди юниоров, она получила право участвовать в финале Кубка мира в Санкт-Морице, где смогла заработать свои первые очки в Кубке мира, заняв 11-е место в супергиганте.
22 февраля 2020 года Нина впервые поднялась на подиум этапа Кубка мира, заняв третье место на скоростном спуске в Кран-Монтане. Неделю спустя, 29 февраля, она выиграла свою первую гонку на этапах Кубка мира в супергиганте в Ла-Тюиле, опередив на 0,01 сек Федерику Бриньоне. В 2021 году Нина вновь получила серьёзную травму и пропустила сезон.
В начале сезона 2022/23 Ортлиб вернулась, заняв второе место в скоростном спуске на трассе в Лейк-Луизе. В феврале 2023 года на чемпионате мира в Мерибеле завоевала серебряную медаль в скоростном спуске, уступив 0,04 сек победительнице Ясмин Флури. Для 26-летней Ортлиб это был первый в карьере старт на чемпионатах мира или Олимпийских играх.

## Выступления на крупнейших соревнованиях

### Чемпионаты мира
| Чемпионат мира | Скоростной спуск | Супергигант | Гигантский слалом | Слалом | Комбинация | Команды | Паралл. гигантский слалом |
| -------------- | ---------------- | ----------- | ----------------- | ------ | ---------- | ------- | ------------------------- |
| 2023 Мерибель  | 2                | —           | —                 | —      | —          | —       | —                         |

### Кубок мира

#### Призовые места на этапах Кубка мира (4)
| № | Сезон   | Дата        | Место проведения | Дисциплина           | Место |
| - | ------- | ----------- | ---------------- | -------------------- | ----- |
| 1 | 2019/20 | 22 фев 2020 | Кран-Монтана     | Скоростной спуск     | 3     |
| 2 | 2019/20 | 29 фев 2020 | Ла-Тюиль         | Супергигант          | 1     |
| 3 | 2022/23 | 3 дек 2022  | Лейк-Луиз        | Скоростной спуск (2) | 2     |
| 4 | 2022/23 | 5 мар 2023  | Квитфьелль       | Супергигант          | 1     |